# Crossosomatales
Crossosomatales är en ordning inom trikolpaternas undergrupp rosider. Följande växtfamiljer ingår enligt nyare klassificeringssystem:
- Crossosomataceae
- Pimpernötsväxter (Staphyleaceae)
- Stachyuraceae

I det äldre Cronquistsystemet var Crossosomataceae placerad i Rosales, pimpernötsväxterna i Sapindales och Stachyuraceae i Violales (en ordning som inte finns längre.)
Ibland kan det finnas uppgifter om att följande familjer, som var och en endast innehåller ett släkte, skulle vara placerade i Crossosomatales: Aphloiaceae, Geissolomataceae, Ixerbaceae och Strasburgeriaceae, men APG II anger att dessa är placerade i rosidgruppen, men inte i någon ordning. En växt inom ordningen är pimpernöt (Staphylea pinnata). 